# Wilhelm Käslin
Wilhelm Käslin (* 7. Juli 1829 in Beckenried; † 5. Juni 1909 in Luzern) war ein Schweizer Politiker. Von 1883 bis 1892 gehörte er als Vertreter der Liberalen dem Regierungsrat des Kantons Nidwalden an.

## Leben
Wilhelm Käslin wurde als Sohn des Jakob Josef Käslin und der Maria Anna Ambauen in Beckenried geboren. Nach der Schule wurde er Bäcker. In späteren Jahren war er Gastwirt des Gasthauses «zur Krone» in Beckenried. Im Militär brachte Käslin es bis zum Rang eines Leutnants.
Im Jahr 1868 wurde Wilhelm Käslin Mitglied des Kirchenrats, des Schulrats und des Vermittlungsgerichts von Beckenried. Die Ämter im Kirchenrat und im Vermittlungsgericht gab Käslin 1874 ab.  Dafür übernahm er die Ämter als Sekretär des Armenrats und des Waisenvogts. 1877 wurde Käslin erneut in den Kirchenrat gewählt und Gemeindepräsident von Beckenried. Nach seiner Wahl in den Regierungsrat gab Wilhelm Käslin das Amt als Gemeindepräsident ab und blieb als Mitglied weiterhin im Gemeinderat. Zudem wurde er 1883 in den Schulrat von Beckenried gewählt und erneut Sekretär im Armenrat. Käslin übernahm 1890 auch das Amt als Kirchmeier (Präsident des Kirchenrats), trat aber aus dem Armenrat, Gemeinderat und Schulrat zurück. Altershalber gab Käslin 1895 alle verbliebenen Ämter auf.
Seine politische Laufbahn auf kantonaler Ebene startete Wilhelm Käslin 1868 als Ratsherr im Landrat. Dort verblieb er bis zur Wahl in den Regierungsrat an der Landsgemeinde 1883. Käslin blieb neun Jahre lang Mitglied der Nidwaldner Regierung und wurde Chef des Vormundschaftswesens und Mitglied der Anschlagskommission.
Wilhelm Käslin heiratete 1866 Karolina Joller. Aus dieser Ehe stammen zwei Kinder (zwei Söhne). Der Erstgeborene starb als Kleinkind, der Zweitgeborene wurde Arzt. Karolina Joller starb 1880. Käslin vermählte sich am 16. Juni 1882 in Beckenried mit Anna Murer. Das einzige Kind dieser Ehe, ein Sohn, starb als Jugendlicher. 

## Quelle
- Neues Stammbuch. Band VIII, Käslin III (Gesandten), 74 (30), Seite 74